# Suite101.com
Suite101.com war eine Content Farm, eine werbefinanzierte Online-Publishing-Site, auf der Autoren Beiträge veröffentlichen konnten. Die englischsprachige Mutterseite existierte von 1996 bis 2014 und wurde von Suite101.com Media Inc. in Vancouver, Kanada herausgegeben. Hubert Burda Media gehörte zu den Anteilseignern des Unternehmens. Der deutschsprachige Ableger Suite101.de wurde 2008 gegründet. Von 2009 bis 2014 existieren auch spanisch- und französischsprachige Versionen.
An US-amerikanischen Universitäten bezeichnet die Kursnummer „101“ einen Anfängerkurs, und „Suite“ steht sowohl für Geschäftsräume oder eine Wohnung als auch für eine nützliche Zusammenstellung (vgl. Office-Suite). Suite101 stand also ursprünglich für eine Sammlung hilfreicher Einführungskurse.

## Beschreibung
Suite101 stellt eine Plattform bereit, für die freie Mitarbeiter Inhalte schreiben. Im Mittelpunkt steht die Suchmaschinenoptimierung der Artikel, um die Zahl der Abrufe zu erhöhen, wie suite101.com-CEO Peter Berger sagt: „the name of the game in this space is SEO: writing content ‘that search engines want to present their users.’“ Dazu werden die Autoren in der Optimierung ihrer Texte für Suchmaschinen geschult.
Die Betreiber können den Autoren die freie Wahl der Themen überlassen, weil es keine Honorare, sondern eine Umsatzbeteiligung an den Einnahmen aus Online-Werbung auf den Artikel-Seiten gibt. Die Umsatzbeteiligung kann laut Autorenvertrag von suite101 nach eigenem Ermessen festgelegt werden. Sie beträgt nach eigenen Angaben für die englischsprachige Ausgabe durchschnittlich 3,90 US-$ pro 1000 Seitenaufrufe (Stand: September 2009). In der deutschsprachigen Ausgabe liegt sie bei etwa 2,50 Euro (Stand: August 2010).
Nach eigenen Angaben hat die englischsprachige Seite über 2000 Themenbereiche, die in 20 Kategorien (z. B. „Business and Finance“ oder „World Affairs“) und 400 Spezialgebiete („Asian History“, „Pet Care“) unterteilt sind. Zu jedem Themenbereich gibt es von Suite101.com erstveröffentlichte Artikel, Blogs und weiterführende Links. Registrierten Nutzern stehen außerdem moderierte Diskussionsforen offen. Weltweit erreicht Suite101.com mit über 10.000 freien Autoren monatlich rund 30 Millionen Leser (Unique Visitors) (Stand: September 2010). Zur deutschsprachigen Suite101.de gehören nach Eigenangaben auf der Website rund 1000 Autoren mit rund 40.000 Sachtexten und rund zwei Millionen Lesern (Unique Visitors) (Stand: November 2010). Das Unternehmen hat zwischenzeitlich Mediadaten nach IVW veröffentlicht, verzichtete darauf aber nach 2 Jahren wieder und nannte ungeprüfte Zahlen aus Google Analytics.

## Geschichte
Suite101.com startete 1996 als Gemeinschaft von (unbezahlten) Hobbyautoren, die Einführungen und Artikel zu ihren Interessen schrieben. Zwischen 1998 und 2003 war Suite101.com börsennotiert. Anfang 2006 wurde das Unternehmen von einer Gruppe privater Investoren unter Beteiligung von Burda Media übernommen und mit neuem Management, überarbeitetem Design und (seit Anfang 2007) dem aktuellen Umsatzbeteiligungsmodell neu gestartet. Hubert Burda Media hält 42,78 %, weiterer Anteilseigner ist Boris Wertz, Gründer von AbeBooks.
Im Jahr 2010 wurde im operativen Geschäft erstmals die Gewinnschwelle erreicht. Das Unternehmen plant in die Content-Syndication einzusteigen und die Inhalte anderen Medien zur Zweit-Veröffentlichung anzubieten.
2011 gab der deutschsprachige Ableger seine Redaktion auf, Beiträge wurden seitdem nicht mehr überprüft, Autoren nicht mehr unterstützt. Im Juli 2013 wurde der aktive Betrieb eingestellt. „Suite101.de akzeptiert ab sofort keine neuen Anmeldungen mehr“, heißt es ab sofort auf der Startseite des Autorennetzwerks. Bisherige Artikel der Autoren bleiben online und stehen den Lesern für Kommentare zur Verfügung. Außerdem erzielen die Autoren weiterhin Einnahmen und können bestehenden Artikel editieren sowie die Statistiken einsehen. Sie behalten das Urheberrecht für die Artikel und können diese damit an jeder gewünschten Stelle veröffentlichen.
Gegen Mitte 2014 stellte suite101.com den gesamten Betrieb ein, die Inhalte wurden entfernt. Ein neues Projekt mit dem Schwerpunkt auf dem sozialen Austausch über persönliche Beiträge namens suite.io wurde als Nachfolger bezeichnet. Die Artikel auf Suite101.de waren bis zum 28. November 2014 online.